# Scott Ritter
(Scott Ritter)
William Scott Ritter, Jr. (15 luglio 1961), è un ex militare e ispettore dell'ONU statunitense.
È noto per il suo ruolo a capo degli ispettori delle Nazioni Unite in Iraq dal 1991 al 1998 ed in seguito per le sue prese di posizione critiche nei confronti delle politiche degli Stati Uniti in Medio oriente. Già prima dell'invasione dell'Iraq del marzo 2003, Ritter ha pubblicamente dichiarato che l'Iraq non possedeva quantità significative di armi di distruzione di massa. In seguito alle sue dichiarazioni è diventato una figura popolare dell'antimilitarismo, arrivando a scrivere un libro con il commentatore William Rivers Pitt.

## Carriera militare
Si è diplomato al Franklin and Marshall College di Lancaster, Pennsylvania, con una Bachelor of Arts sulla storia dell'Unione Sovietica. Nel 1980 entra nell'esercito come soldato semplice. Successivamente, nel maggio 1984 viene spostato all'intelligence presso gli United States Marine Corps. Vi passerà i successivi dodici anni.
Inizialmente ha prestato servizio come lead analyst per il reparto dei Marine per lo spiegamento rapido delle forze in relazione alla guerra sovietico-afghana e della guerra contro l'Iran – Iraq. Durante il Desert Storm, prestò servizio come consigliere balistico del Generale Norman Schwarzkopf. In seguito lavorò come consulente militare per il network Fox News.

## Ispettore dell'ONU
Ritter ha servito dal 1991 al 1998 come ispettore delle Nazioni Unite in Iraq nella Commissione speciale delle Nazioni Unite (UNSCOM), che lo incaricò di trovare e distruggere tutte le armi di distruzione di massa e tutto ciò che era connesso con la possibilità di creazioni di tali armi in Iraq. È stato capo ispettore in quattordici delle più di trenta missioni cui ha preso parte.
Nel gennaio del 1998, al suo team di ispettori fu vietato l'accesso ad alcuni siti militari poiché era stato ritenuto dai militari iracheni che la loro ispezione fosse una scusa per effettuare opera di spionaggio statunitense e potesse portare informazioni utili ad un futuro attacco,sospetto che fu confermato un anno dopo quando furono bombardati tutti i siti visitati dagli ispettori. Gli ispettori furono fatti evacuare dall'Iraq su ordine di Richard Butler direttore dell'UNSCOM poco prima che l'operazione Desert Fox iniziasse, nel dicembre del 1998; l'operazione venne poi sviluppata usando informazioni, raccolte ai fini del disarmo, per identificare obiettivi la cui distruzione poteva minare sensibilmente la possibilità irachena di difendersi attraverso armi convenzionali o non convenzionali. Questa azione minò la posizione degli ispettori ONU, cui fu vietato ogni successivo accesso in Iraq. Successivamente, Ritter parlò così allo show The NewsHour with Jim Lehrer:
(Scott Ritter)
Quando gli Stati Uniti ed il Consiglio di Sicurezza ONU fallirono nel contrastare la continua mancanza di piena cooperazione dell'Iraq nei confronti degli ispettore (che è una violazione della risoluzione 1154 del consiglio di sicurezza dell'ONU), Ritter lasciò l'incarico (il 26 agosto del 1998).
Nella sua lettera di dimissioni, Ritter scrisse che la reazione del consiglio di sicurezza alla decisione irachena del mese precedente di sospendere la cooperazione con gli ispettori fu una presa in giro del lavoro sul disarmo. In seguito disse, in un'intervista, che egli lasciò il posto per le discrepanze tra la risoluzione 1154 e la sua applicazione.
(Scott Ritter)
Il 3 settembre 1998, parecchi giorni dopo le dimissioni, Ritter testimoniò davanti all'United States Senate Committee on Armed Services e lo United States Senate Committee on Foreign Relations e disse che lasciò la sua mansione per essere "frustrato dal fatto che il Consiglio di Sicurezza, e gli Stati Uniti in quanto suo maggior sostenitore, fallirono nel tentativo di far rispettare la risoluzione post-Guerra del Golfo sul disarmo iracheno."

## Opinioni sulla politica USA nei confronti dell'Iraq
In seguito alle sue dimissioni dall'UNSCOM, Ritter continuò a commentare in modo diretto la politica americana nei confronti dell'Iraq, in particolar modo il rispetto degli obblighi riguardanti le WMD. Divenne una popolare figura del fronte del no alla guerra ed un commentatore televisivo.

### Commenti nel periodo successivo alle ispezioni

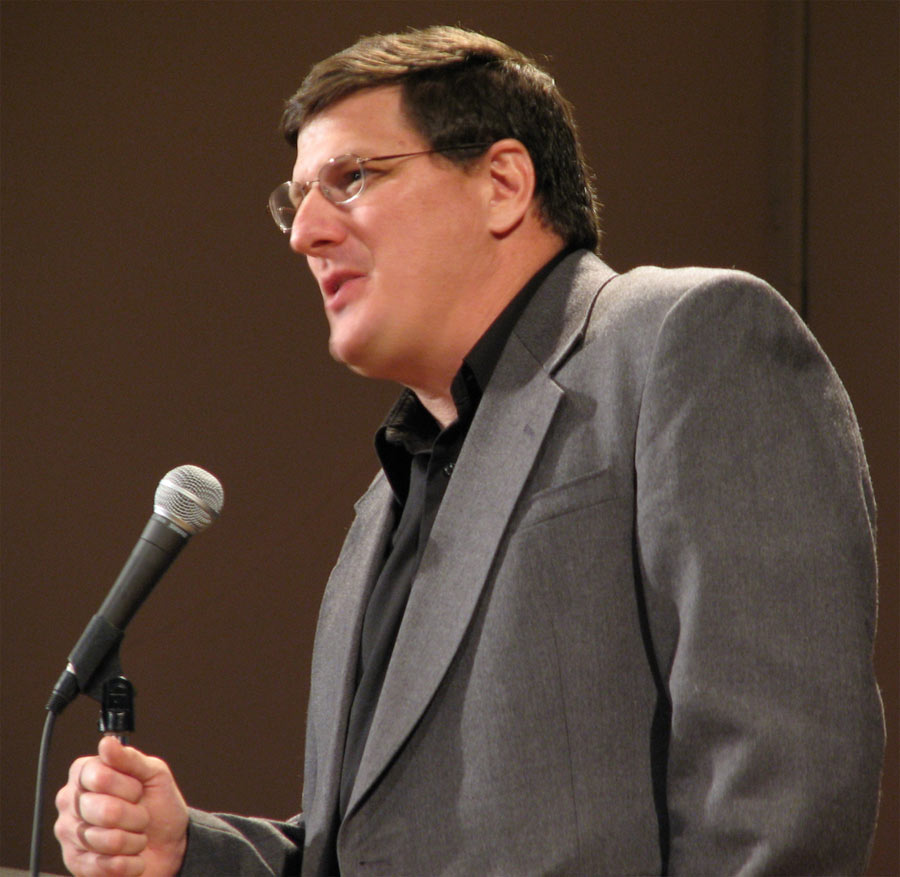
Scott Ritter parla al SUNY New Paltz on March 16, 2006.

Nel 1999, Ritter scrisse il libro Fine dei giochi: risolvere il problema iracheno una volta per tutte nel quale reiterò la sua convinzione che l'Iraq avesse ostacolato il lavoro degli ispettori e tentò di nascondere e preservare importanti elementi per riprendere il programma sulle WMD in seguito. D'altro canto, egli espresse frustrazione per il tentativo della CIA di infiltrarsi nell'UNSCOM ed usare gli ispettori come una sorta di intelligence con la quale tentare di cambiare il regime iracheno - una violazione dei termini sotto i quali l'UNSCOM opera, e la motivazione formale che diede il governo iracheno quando frenò le operazioni degli ispettori nel 1998.
Nelle conclusioni del libro, Ritter ha criticato la politica americana di "containment" durante l'assenza degli ispettori come inadeguata a prevenire la riacquisizione di WMD da parte dell'Iraq nel lungo periodo. Egli respinse anche l'idea di togliere il potere a Saddam Hussein con la forza. Di contro, invocò una politica volta ad una graduale normalizzazione dei rapporti con l'Iraq in vista di un possibile ritorno degli ispettori sul territorio, di una rinuncia ai loro programmi sulle WMD ed altri obiettivi politici.
Ritter promosse anche un approccio conciliante nel documentario del 2000 Nelle sabbie mobili: La verità sull'USCOM e il disarmo iracheno, che scrisse e diresse. Il documentario narra la storia delle investigazioni UNSCOM attraverso interviste e video-reportage dei ispezioni. Nel documentario, Ritter porta avanti l'idea che l'Iraq sia una "defanged tiger" (tigre addomesticata) e che gli ispettori riuscirono ad eliminare le capacità irachene di creazione di armi di distruzione di massa.

### Previsioni sulla guerra in Iraq
Non appena venne lanciata l'offensiva della coalizione, ma prima che le truppe arrivassero a Baghdad, il Primo Ministro Inglese Tony Blair disse in parlamento che gli Stati Uniti e il Regno Unito erano certi di avere "sufficienti forze" in Iraq. Nello stesso momento Ritter stava offrendo alla radio Portoghese TSF una visione diametralmente opposta:
(Scott Ritter)
Le forze americane rapidamente presero Baghdad, ma che questo significò "vincere la guerra" rimane cosa controversa. Subito dopo la presa di Baghdad, Ritter apparse al Sean Hannity show discutendo sulla validità della guerra ed il suo coinvolgimento nella Ispezioni sulle armi di distruzione di massa. Hannity dichiarò che Ritter era anti-americano e che veniva pagato dal governo iracheno per "lavare" la situazione sull WMD in Iraq.

### Commenti sull'assenza di armi di distruzione di massa in Iraq
Nonostante si fosse identificato come Repubblicano e dopo aver votato per George W. Bush nel 2000, nel 2002 Ritter divenne un critico diretto dell'idea (dell'amministrazione Bush) che l'Iraq possedesse riserve o capacità di creare armi di distruzione di massa, la prima ragione dell'invasione dell'Iraq nel marzo 2003. La sua visione delle cose venne ben riassunta in Guerra all'Iraq - Tutto quello che Bush non vuole far sapere all'Onu svelato dall'Ispettore Onu Scott Ritter una pubblicazione del 2002 che consiste per la gran parte in una lunga intervista tra Ritter e l'attivista contro la guerra William Rivers Pitt.
Nell'intervista, Ritter risponde così in merito al possesso iracheno di armi di distruzione di massa:
(Scott Ritter)
If Iraq were producing [chemical] weapons today, we'd have proof, pure and simple.

[A]s of December 1998 we had no evidence Iraq had retained biological weapons, nor that they were working on any. In fact, we had a lot of evidence to suggest Iraq was in compliance.»
Se l'Iraq stesse producendo armi [chimiche] oggi, ne avremmo delle prove inconfutabili. [...]

Fin dal dicembre del 1998, non esistevano prove che gli iracheni fossero in possesso di armi biologiche, né che ci stessero lavorando. Anzi, le prove indicavano che l'Iraq stesse ottemperando alle risoluzioni.»
(Scott Ritter)
Nell'intervista di Pitt, Ritter indica anche svariati membri dell'amministrazione Bush o Clinton che hanno fatto uso nei loro discorsi di frasi fuorvianti o false riguardo alle armi di distruzione di massa in Iraq.

### Opinioni più recenti sull'Iraq
Nel febbraio 2005, scrivendo sul sito di Al Jazeera, Ritter dichiara la resistenza irachena "genuino movimento popolare di liberazione nazionale" e che "alla fine la Storia legittimerà gli sforzi della resistenza irachena di destabilizzare e sconfiggere le forze di occupazione americane e il governo collaborazioneista che hanno imposto"
Il 19 ottobre 2005, in una intervista con Seymour Hersh, Ritter ha affermato che nell'imporre e mantenere sanzioni in Iraq dopo la Guerra del Golfo il cambio di regime - piuttosto che il disarmo - fu l'obiettivo primario dei presidenti Bush senior, Clinton e Bush junior. Disse Ritter:
(Scott Ritter)
(Scott Ritter)
Nel marzo 2007, scrisse per Truthdig l'articolo: "Calling Out Idiot America" ("Denunciando l'America Idiota") nel quale pone un quiz sull'Iraq:
(Scott Ritter)

## Procedimenti giudiziari
Nel novembre 2009, Ritter è stato arrestato per sette capi d'accusa a seguito di comunicazioni online illecite con una ragazza di 15 anni. Il mese successivo, Ritter rinunciò al suo diritto ad un'udienza preliminare e fu rilasciato con una cauzione non garantita di 25.000 dollari.
Il 14 aprile 2011, Ritter rifiutò un accordo di patteggiamento e venne dichiarato colpevole per sei delle sette accuse dal tribunale della contea di Monroe, Pennsylvania.
Nell'ottobre 2011, ha ricevuto una condanna da un anno e mezzo a cinque anni e mezzo di prigione. A marzo 2012 è stato mandato nel carcere statale di Laurel Highlands nella contea di Somerset, in Pennsylvania ed è stato liberato sulla parola nel settembre 2014.